# Ермолаева, Татьяна Григорьевна
Татьяна Григорьевна Ермолаева (30 марта 1949, Порккала-Удд, Финляндия — 6 декабря 2024, Томск, Россия) — советская и российская театральная актриса,  режиссёр театра кукол, театральный педагог. Заслуженная артистка Российской Федерации (2000).

## Биография
Родилась 30 марта 1949 года в Порккала-Удд Финляндии.
Окончила Ярославское театральное училище.
В 2000 году присвоено звание заслуженной артистки Российской Федерации. Театральную деятельность начала с  Новосибирского театра кукол. Играла в театрах Красноярска и Гродно.
В Томском областном театре кукол и актёра «Скоморох» имени Романа Виндермана служила с 1981 года по 2024 год. За свою карьеру Ермолаева создала больше 50 сценических образов.
Участвовала в гастролях и театральных фестивалях в России, Европе и США.
Была режиссёром-постановщиком детских спектаклей по мотивам русских народных сказок и по собственному сценарию.
Являлась театральным педагогом, создательница и руководительница детских театральных студий.
Умерла 6 декабря 2024 года в возрасте 75 лет в Томске.

## Звания и награды
- Заслуженная артистка Российской Федерации (2000).